# Корюкин, Геннадий Петрович
Геннадий (Герман) Петрович Корюкин (1924—1944) — советский офицер, танкист, участник Великой Отечественной войны. Гвардии старший лейтенант, Герой Советского Союза (1944).

## Биография
Родился 30 июня 1924 года в Ульяновске (по другим данным — в Сызрани) в рабочей семье.
После окончания 8-летней школы № 7, учился в школе фабрично-заводского обучения, работал плотником на стройках. В 1941 года был призван в армию. Направлен во 2-е Ульяновское танковое училище, которое окончил с отличием через 7 месяцев в 1942 году. На фронтах Великой Отечественной войны с декабря 1942 года.

В феврале 1944 года на партсобрании батальона комсомольца Корюкина приняли кандидатом в члены партии. На нём он обратился к участникам собрания с просьбой: «Не хочу быть Германом. Это имя носит один из главарей фашизма — Геринг. Прошу называть меня Геннадием». Эта просьба была занесена в протокол собрания и, вручая ему кандидатскую карточку, начальник политотдела бригады впервые назвал его Геннадием Петровичем.
27 марта 1944 года командир танковой роты 45-й гвардейской танковой бригады (11-й гвардейский танковый корпус 1-й гвардейской танковой армии, 1-й Украинский фронт) гвардии старший лейтенант Г. П. Корюкин, командуя ротой из трёх танков, в районе села Устечко первым преодолел реку Днестр. 28 марта после 70-километрового марша танкисты Г. П. Корюкина первыми форсировали реку Прут в районе села Глиница. Действуя в тылу у вермахта, овладели городом Сторожинец и удерживали его до подхода главных сил, отрезав противнику путь отступления из Черновцов.
В этих боях Г. Корюкин со своей ротой уничтожил 2 танка, 60 орудий и много боевой техники и солдат противника.
Указом Президиума Верховного Совета СССР от 26 апреля 1944 года «за мужество, отвагу и героизм, проявленные в борьбе с немецко-фашистскими захватчиками», гвардии лейтенанту Корюкину Геннадию Петровичу присвоено звание Героя Советского Союза с вручением ордена Ленина и медали «Золотая Звезда». Также звания Героя Советского Союза были удостоены и два других командира танков его роты: гвардии младший лейтенант М. В. Чугунин и гвардии младший лейтенант Ф. П. Кривенко.
Участвуя в наступлении в ходе Львовско-Сандомирской операции, 27 июля 1944 года гвардии старший лейтенант Г. П. Корюкин в составе передового отряда своей бригады форсировал вброд реку Сан возле села Высоцко и атаковал противника в деревне Острув (юго-восточная Польша). В ожесточённом бою танкист Г. П. Корюкин погиб.
Похоронен в посёлке Краковец Яворовского района Львовской области Украины.

## Награды
- «Золотая Звезда» (№ 2401) Героя Советского Союза (26 апреля 1944);
- орден Ленина (26 апреля 1944);
- орден Отечественной войны I степени.

## Память
- Имя Героя Советского Союза Г. П. Корюкина присвоено одной из улиц Ульяновска[7].
- На доме, где жил Геннадий Петрович с 1939 по 1941 гг., установлена мемориальная доска (ул. Корюкина, 20).
- Ранее в Краковце Г. П. Корюкину был сооружён памятник[1].

## Документы
- Представление к званию Героя Советского Союза.